# Hrabstwo Schoharie
Schoharie – hrabstwo (ang. county) w stanie  Nowy Jork w USA.

## Geografia
Powierzchnia hrabstwa wynosi 626,33 mi² (około 1622 km²). Według stanu na 2010 rok jego populacja wynosi 32 749 osób, a liczba gospodarstw domowych: 17 231. W 2000 roku zamieszkiwały je 31 582 osoby, a w 1990 mieszkańców było 31 859.

### Miasta[1]
- Blenheim
- Broome
- Carlisle
- Cobleskill
- Conesville
- Esperance
- Fulton
- Gilboa
- Jefferson
- Middleburgh
- Richmondville
- Schoharie
- Seward
- Sharon
- Summit
- Wright

### Wsie[1]
- Cobleskill
- Esperance
- Middleburgh
- Richmondville
- Schoharie
- Sharon Springs